# Dalbergia revoluta
Dalbergia revoluta är en ärtväxtart som beskrevs av Adolpho Ducke. Dalbergia revoluta ingår i släktet Dalbergia, och familjen ärtväxter. Inga underarter finns listade i Catalogue of Life.